# Cléry (Côte-d’Or)
Cléry ist eine französische Gemeinde mit 160 Einwohnern (Stand: 1. Januar 2022) im Département Côte-d’Or in der Region Bourgogne-Franche-Comté (vor 2016 Bourgogne). Sie gehört zum Arrondissement Dijon und zum Kanton Auxonne.

## Geographie
Cléry liegt etwa 35 Kilometer östlich von Dijon. Der Ognon begrenzt die Gemeinde im Nordosten. Umgeben wird Cléry von den Nachbargemeinden Broye-Aubigney-Montseugny im Norden, Mutigney im Osten und Südosten, Champagney im Süden sowie Perrigny-sur-l’Ognon im Westen.

## Bevölkerungsentwicklung
| Jahr                       | 1962 | 1968 | 1975 | 1982 | 1990 | 1999 | 2006 | 2013 | 2019 |
| Einwohner                  | 112  | 118  | 83   | 139  | 117  | 136  | 133  | 129  | 153  |
| Quellen: Cassini und INSEE |      |      |      |      |      |      |      |      |      |

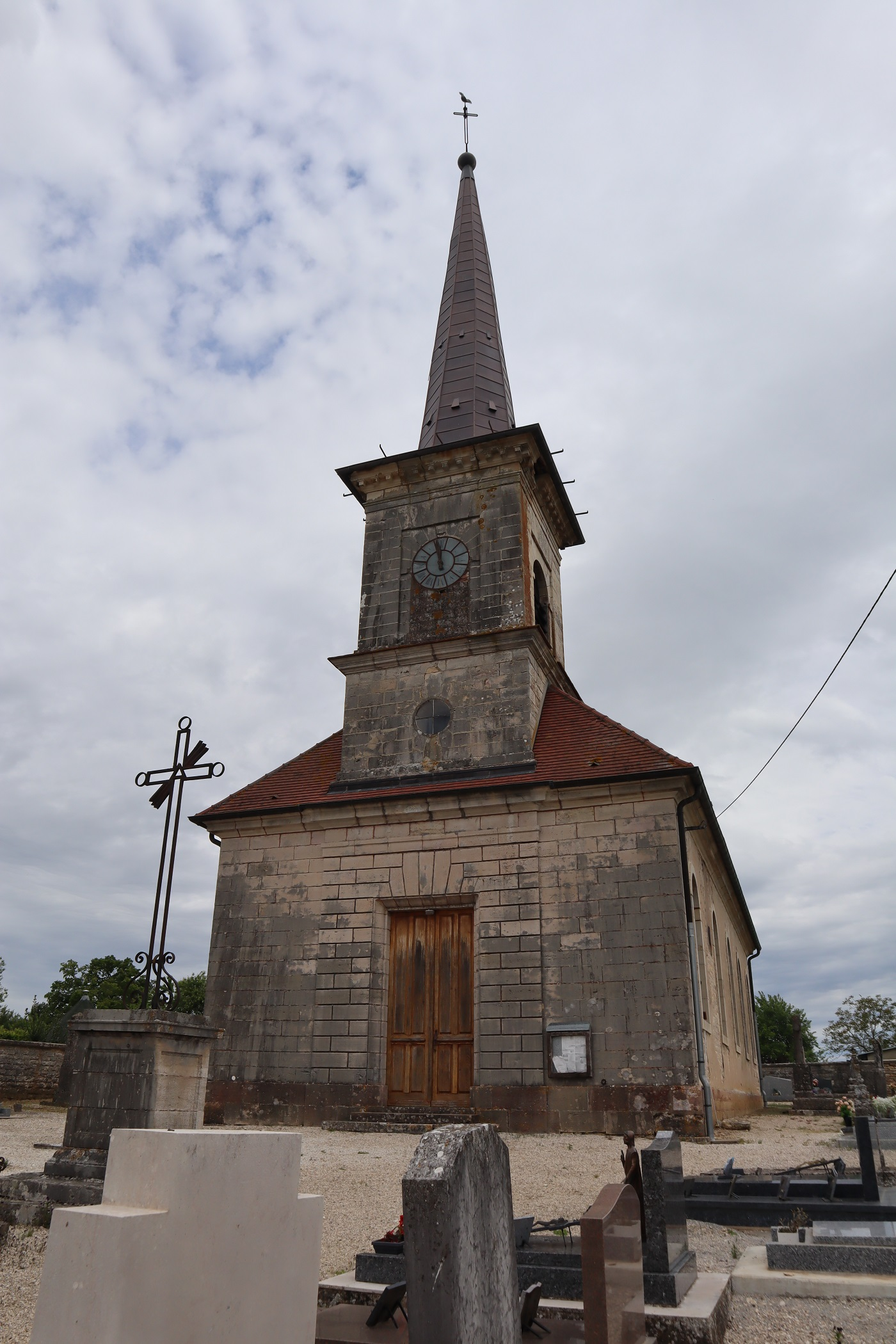
Kirche Mariä Himmelfahrt
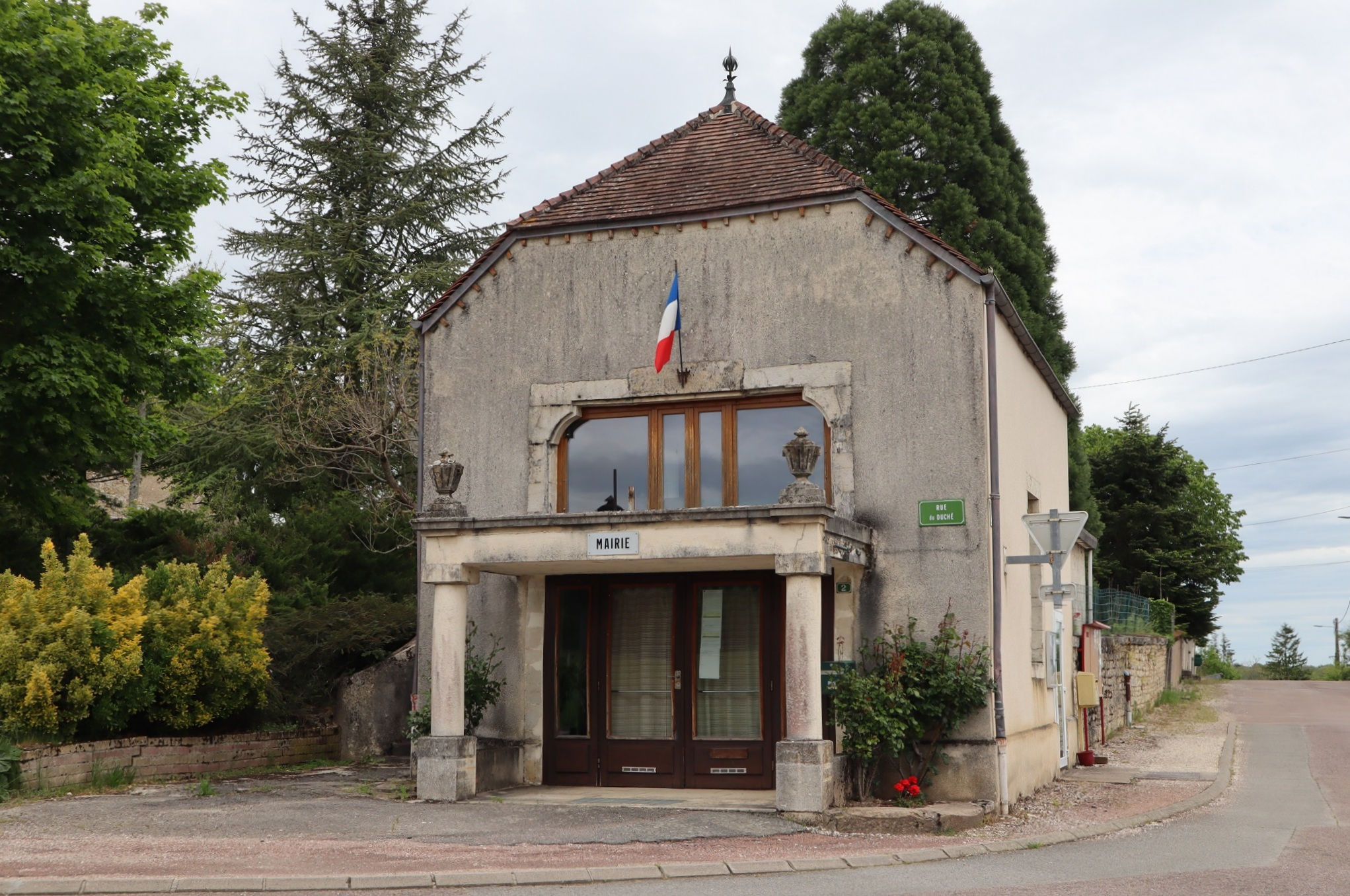
Rathaus

## Persönlichkeiten
- Salima Machamba (1874–1964), Sultana von Mohéli